# Dispatcher
Ein Dispatcher (englisch dispatch „abschicken“, „abfertigen“) steuert auf der Leitungsebene eines Betriebes den optimalen Einsatz der zur Verfügung stehenden Mittel und gewährleistet den entsprechenden Informationsfluss und den materiellen Handlungsfluss. In der Regel überwacht und kontrolliert der Dispatcher an zentraler Stelle, ggfs. mit Hilfe von Computeranwendungen in einer Dispatching-Zentrale oder einem Leitstand, die technischen Systeme und ausführenden Personen bei der Auftragsabwicklung, Störungsbearbeitung und Fehlerbehebung. Er ist keine Führungskraft, aber er leistet einen wesentlichen Beitrag, um Abläufe störungsfrei zu gestalten. Der Begriff findet sich auch in der Informatik im Rahmen der Betriebssystemverwaltung wieder; siehe dazu Dispatcher (Informatik).

## Abgrenzung
Der Dispatcher legt anders als der Disponent außer der endgültigen Zuweisung einer Ressource auch die Reihenfolge der Nutzung dieser Ressource fest und vertieft damit temporal die gegebenenfalls durch einen Disponenten vorbereitete Bindung der Ressource. In der klassischen Arbeitsvorbereitung bezeichnet das Dispatching das Einlasten (wann und in welcher Reihenfolge), während das Disponieren lediglich das Einteilen (wer und was womit) bestimmt. Werden diese beiden Schritte blank zusammengezogen, entfällt ein Freiheitsgrad im Planungsprozess.

### Energiewirtschaft
In Dispatchingzentralen der Stromnetzbetreiber wird mindestens täglich die optimale Fahrweise von Kraftwerken unter Berücksichtigung von technischen und vertraglichen Rahmenbedingungen zu gegebenen Marktpreisen ermittelt. Die resultierende, über Leitstände kontrollierte Fahrweise wird als Dispatching bezeichnet. Die für den optimalen Einsatz der Kraftwerke und Stromnetze zuständigen Mitarbeiter sind entweder Leitstandsfahrer oder Dispatcher. Greift der Netzbetreiber wegen Netzengpässen in die Fahrweise der Kraftwerke ein, so bezeichnet man dies als Redispatch.
Auch zur Gas- und Wasserversorgung kontrollieren die Pipeline-Netzbetreiber den vertragsgemäßen Betrieb an Einspeise- und Abnahmestellen sowie an den Handelspunkten in computerunterstützten Dispatchingzentralen und Betriebsleitständen. Die Dispatcher kalkulieren und steuern dabei nicht nur die optimale kaufmännisch-technische Abwicklung der Transport- und Lieferverträge, sondern in Zusammenarbeit mit angeschlossenen Leitständen auch die Lastverteilung und das Störungs- und Havariemangement im Pipelinebetrieb.

### Eisenbahnbetrieb
Der Dispatcher ist bei Eisenbahnen von einem einfachen Disponenten (Dienststellen-, Einsatz- oder Fahrdienstleiter) zu unterscheiden, da er zur operativen Betriebsleitung des Transporteurs gehört und berechtigt ist, meist übergreifende Anweisungen zu treffen. Da bei Eisenbahnen im Regelfall zwei bzw. mehrere Dienststellen betroffen sind, müssen sich auch deren Leiter den Anweisungen des Dispatchers beugen und diese vorrangig abarbeiten.
Er minimiert Störungen (im Idealfall mit deren Behebung), indem er über die vorhandene Eisenbahninfrastruktur z. B. im Zusammenhang mit Zugkreuzungen nach dem passenden Kreuzungsbahnhof abweichend vom Buchfahrplan sucht und die beteiligten Zugführer via Zugbahnfunk über die Änderungen rechtzeitig informiert. Ein Dispatcher ist zum Beispiel im Personenverkehr im Einsatz, um einen Umsteigevorgang wegen Zugverspätung des Zuges, zu dem ein Anschluss gewährleistet werden sollte, bei gleichzeitigem Vorhandensein eines weiteren möglichen Umstiegsbahnhofs innerhalb des Zuglaufs zu verfügen. Dann ist in der rechtlichen Folge der Zug, zu dem ein Anschluss gewährleistet werden muss, wartepflichtig.
Bei der Deutschen Reichsbahn (1945–1993) wurde hierarchisch unterschieden zwischen Dispatcherleitungen (Dl) bei den Reichsbahnämtern und Oberdispatcherleitungen (Odl) bei den Reichsbahndirektionen. Die zentrale operative Betriebsleitung erfolgte durch die Hauptdispatcherleitung (Hdl) Berlin.

### Flottenorganisation
In der Luftfahrt ist Dispatcher der umgangssprachliche Ausdruck für den Flugdienstberater (auch Flight Operation Officer oder Flight Operation Controller). Er plant Flüge vom Standpunkt der Sicherheit, Pünktlichkeit und Wirtschaftlichkeit unter Berücksichtigung gesetzlicher Auflagen, der Leistung des Luftfahrzeugs, des Wetters, der Richtlinien der Fluggesellschaft usw. Der Begriff wird auch manchmal für den Einsatzleiter (operations controller) verwendet. Dieser entscheidet im Falle von Unregelmäßigkeiten über die Durchführung, Umleitung oder Beendigung eines Fluges. Der Flugdienstberater ist neben dem Radarlotsen auch unmittelbarer Ansprechpartner der verantwortlichen Luftfahrzeugführer und beobachtet die Flüge, um Probleme im Vorfeld aus dem Weg zu räumen.

### Notfallmanagement
Im Rettungsdienst nimmt der Dispatcher Notrufe auf, entscheidet ob eine lebensbedrohliche Situation vorliegt und ob zusätzlich zu einem Rettungswagen auch ein Notarzt zum Ort des Geschehens verschickt werden soll bzw. ein Rettungshubschrauber zum Einsatz kommt (siehe auch Disponent oder Rettungsleitstelle).

### Informationsdienstleistung
In der Informationstechnologie (IT) weist der Dispatcher etwa eingehende Kundenanfragen den Mitarbeitern zu, die das entsprechende Fachwissen haben. In automatisierten, computerunterstützten Zentralen nachrichtentechnischer Weitverkehrsnetze wird die kaufmännisch-technische Abwicklung des Netzbetriebs kalkuliert und abgerechnet und die Lastverteilung sowie das Störungs- und Havariemangement im Netz überwacht und gesteuert.

### Sprachgebrauch in der DDR-Planwirtschaft
Nach dem Zweiten Weltkrieg wurde das Wort Dispatcher (Диспетчер) in der sowjetischen Besatzungszone bzw. später in der DDR aus dem Russischen (dort als englisches Fremdwort verwendet) übernommen.
Im offiziellen Sprachgebrauch war ein Dispatcher ein leitender Mitarbeiter in Betrieben und Einrichtungen, der für die operative Lenkung und Kontrolle von Produktions- und Verkehrsprozessen aus vorhandenen Ressourcen verantwortlich war.
Aufgabe des Dispatchers war es, den planmäßigen Betriebsablauf unter der Verwendung der Nachrichten- und Messtechnik zu sichern. Im Rahmen seiner Verantwortung erteilte er erforderliche Anweisungen und löste bei Störungen Sofortmaßnahmen zur Gewährleistung oder Wiederherstellung des geplanten Ablaufes aus. Diese Anweisungen galten als Anordnungen des zuständigen Leiters.
Dispatcher wurden besonders im Bergbau, Maschinenbau, Verkehrswesen, in der Metallurgie sowie in der Elektrizitätsversorgung und in der chemischen Industrie eingesetzt. Dem Dispatcher standen in der Regel technische Mittel von Signal-, Regulierungs- und Fernsteueranlagen zur Verfügung. Ein besonderer Einsatzbereich war der Dispatcherdienst bei den Landwirtschaftlichen Produktionsgenossenschaften (LPGs).
Der Dispatcher war verpflichtet, seinem Leiter und dem Dispatcher der übergeordneten Leitung Meldungen über den Stand der Planerfüllung, über Störungen, über Unplanmäßigkeiten und über die eingeleiteten Maßnahmen zur Überwindung von Unzulänglichkeiten oder Störungen des Betriebsablaufs zu erstatten.
Auch heute noch wird der Begriff etwa bei Verkehrsbetrieben in östlichen Bundesländern – z. B. der Chemnitzer Verkehrs-Aktiengesellschaft (als Verkehrsdispatcher) oder den Berliner Verkehrsbetrieben (in den östlichen Stadtteilen) – weiterhin (teilweise inoffiziell) als Begriff für Mitarbeiter der Einsatzleitung verwendet.